# Dowództwo Połączonych Sił Sojuszniczych Kanału La Manche
Dowództwo Połączonych Sił Sojuszniczych Kanału La Manche (ang. Allied Command Channel ACCHAN) – nieistniejące już jedno z dowództw strategicznych NATO.

## Formowanie i zmiany organizacyjne
Z chwilą utworzenia nowego Dowództwa Atlantyku, pomiędzy USA, Wielką Brytanią i Francją pojawiły się rozbieżności i rywalizacja o stanowisko głównodowodzącego na Atlantyckim Teatrze Wojny. Kompromisem okazało się utworzenie w 1952 trzeciego głównego dowództwa – Dowództwa Strefy Kanału La Manche. ACCHAN odpowiedzialne było za morskie akweny Kanału La Manche. Jego dowódcą został admirał brytyjski, który jednocześnie był dowódcą Atlantyku Wschodniego (EASTLANT) i podlegał Naczelnemu Dowódcy Atlantyku (SACLANT). Dowództwo miało taki sam status, jak pozostałe dwa naczelne dowództwa.

Aby usatysfakcjonować stronę francuską, która była przeciwna wyznaczania na to stanowisko admirała brytyjskiego, powołano Komitet Kanału, w którego skład wchodzili szefowie sztabów Sił Morskich Belgii, Francji, Holandii i Wielkiej Brytanii. Komitet ten bezpośrednio dawał wytyczne Dowódcy Kanału La Manche, który odpowiedzialny był za rejon Kanału La Manche, południową część Morza Północnego, aż do równoleżnika przebiegającego przez środek Półwyspu Jutlandzkiego.
W okresie pokoju dowództwu temu nie podlegały żadne siły, a w razie konfliktu zbrojnego, państwa tej strefy wydzielały do dyspozycji część swoich sił morskich i powietrznych.

Struktura ACCHAN w 1961
Komitet Kanału La Manche
- Dowództwo Połączonych Sił Sojuszniczych Kanału La Manche – Northwood
  - Dowództwo Połączonych Morskich Sił Powietrznych Kanału La Manche – Northwood (WB)
  - Dowództwo Podobszaru Brest Kanału La Manche – Brest (Francja)
  - Dowództwo Podobszaru Cherbourg Kanału La Manche – Cherbourg (Francja)
  - Dowództwo Podobszaru Nore La Manche – Chatham (WB)
    - Dowództwo Połączonych Morskich Sił Powietrznych Podobszaru Nore – Chatham

  - Dowództwo Podobszaru Plymuth Kanału La Manche – Plymuth (WB)
    - Dowództwo Połączonych Morskich Sił Powietrznych Podobszaru Plymuth – Plymuth

  - Dowództwo Podobszaru Benelux Kanału La Manche – Den Helder (Holandia)

W 1966, po wycofaniu się Francji ze struktur militarnych NATO, nastąpiły pierwsze zmiany w strukturze organizacyjnej. Zlikwidowano francuskie podobszary: Cherbourg i Brest oraz wycofano kadrę francuską z Komitetu i Dowództwa Kanału. 
11 maja 1973 w Ostendzie utworzono Stały Zespół Okrętów Kanału La Manche (STANAVFORCHAN). Głównym zadaniem zespołu było zapewnienie ciągłej obrony przeciwminowej państw Sojuszu w wydzielonych rejonach oraz wykrywanie i niszczenie niebezpiecznych obiektów podwodnych. Zespołem dowodzili naprzemiennie oficerowie flagowi z Wielkiej Brytanii, Holandii i Belgii.

 W latach 80.XX w. nadal dużo uwagi przywiązywało do Strefy Kanału La Manche. Strefa odpowiedzialności była podzielona na trzy podobszary z odpowiednimi dowództwami: Podobszar Nore przylegający do brytyjskiego wojskowego okręgu morskiego Nore, Podobszar Benelux przylegający do wybrzeży Holandii i Belgii oraz Podobszar Plymouth przylegający do brytyjskiego wojskowego okręgu morskiego Plymouth. 

Dowódcą PSZ Strefy Kanału La Manche był admirał brytyjski, a sztabem kierował admirał holenderski. W skład sztabu wchodzili przedstawicieli wszystkich rodzajów sił zbrojnych z przewagą oficerów sił morskich i powietrznych. W czasie pokoju połączony był ze sztabem PSZ Atlantyku Wschodniego, a w okresie ewentualnej wojny funkcjonowałby samodzielnie z uzupełnieniem do pełnych stanów oficerami angielskimi, amerykańskimi i innych państw NATO.

Struktura ACCHAN w latach 80. XX w.
Dowództwo Połączonych Sił Sojuszniczych Kanału La Manche
- Dowództwo Podobszaru Benelux – Den Helder
- Dowództwo Podobszaru Nore – Pitreave k. Rosyth
- Dowództwo Podobszaru Plymouth – Plymouth
- Dowództwo Połączonych Morskich Sił Powietrznych – Northwood
- Dowództwo Morskich Sił Powietrznych Podobszaru Nore– Pitreave
- Dowództwo Morskich Sił Powietrznych Podobszaru Plymouth– Plymouth
- Dowództwo Stałego Zespołu Sił Trałowo-Minowych STANAVFORCHAN[b]

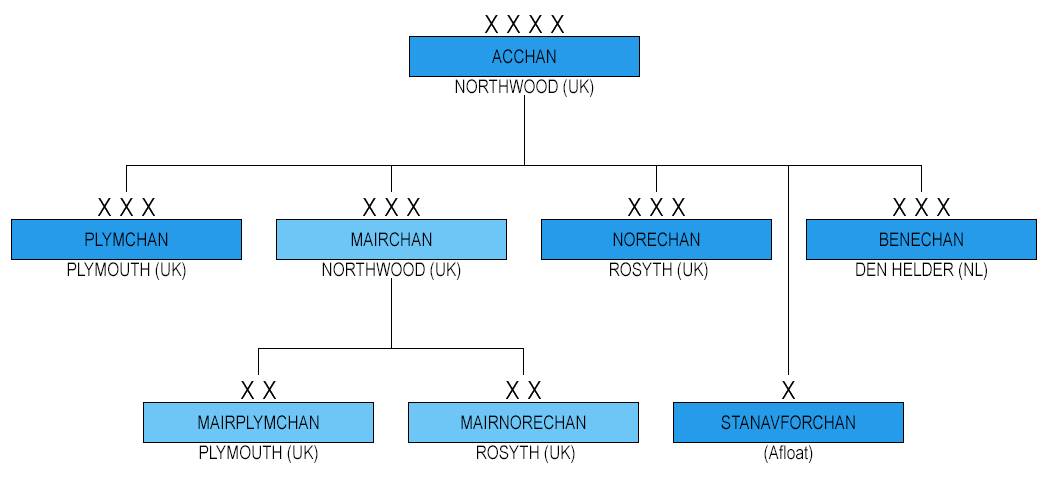
Struktura organizacyjna w 1989

Szybko następujące zdarzenia, które zachodziły w Europie Wschodniej na początku lat dziewięćdziesiątych, NATO wymusiły reformy, które umożliwiły adaptację Sojuszu do nowego środowiska bezpieczeństwa w Europie. W lipcu 1990 na szczycie NATO w Londynie zadeklarowano koniec „zimnej wojny” i zaproszono kraje Europy Wschodniej do budowania partnerskich stosunków.
1 lipca 1994 zlikwidowano jedno z trzech głównych dowództw (MNC) – Dowództwo Połączonych Sił Sojuszniczych Kanału La Manche ACCHAN. W następstwie jego likwidacji, obszar strategiczny NATO podzielono na Europejską i Atlantycką Strefę Działań Wojennych, w których utrzymano tylko dwa Naczelne Dowództwa: Naczelne Dowództwo Połączonych Sił Sojuszniczych NATO w Europie (ACE) i  Naczelne Dowództwo Połączonych Sił Sojuszniczych NATO Atlantyku (ACLANT).